# Ariathisa ochropolia
Ariathisa ochropolia là một loài bướm đêm trong họ Noctuidae.